# Mostar

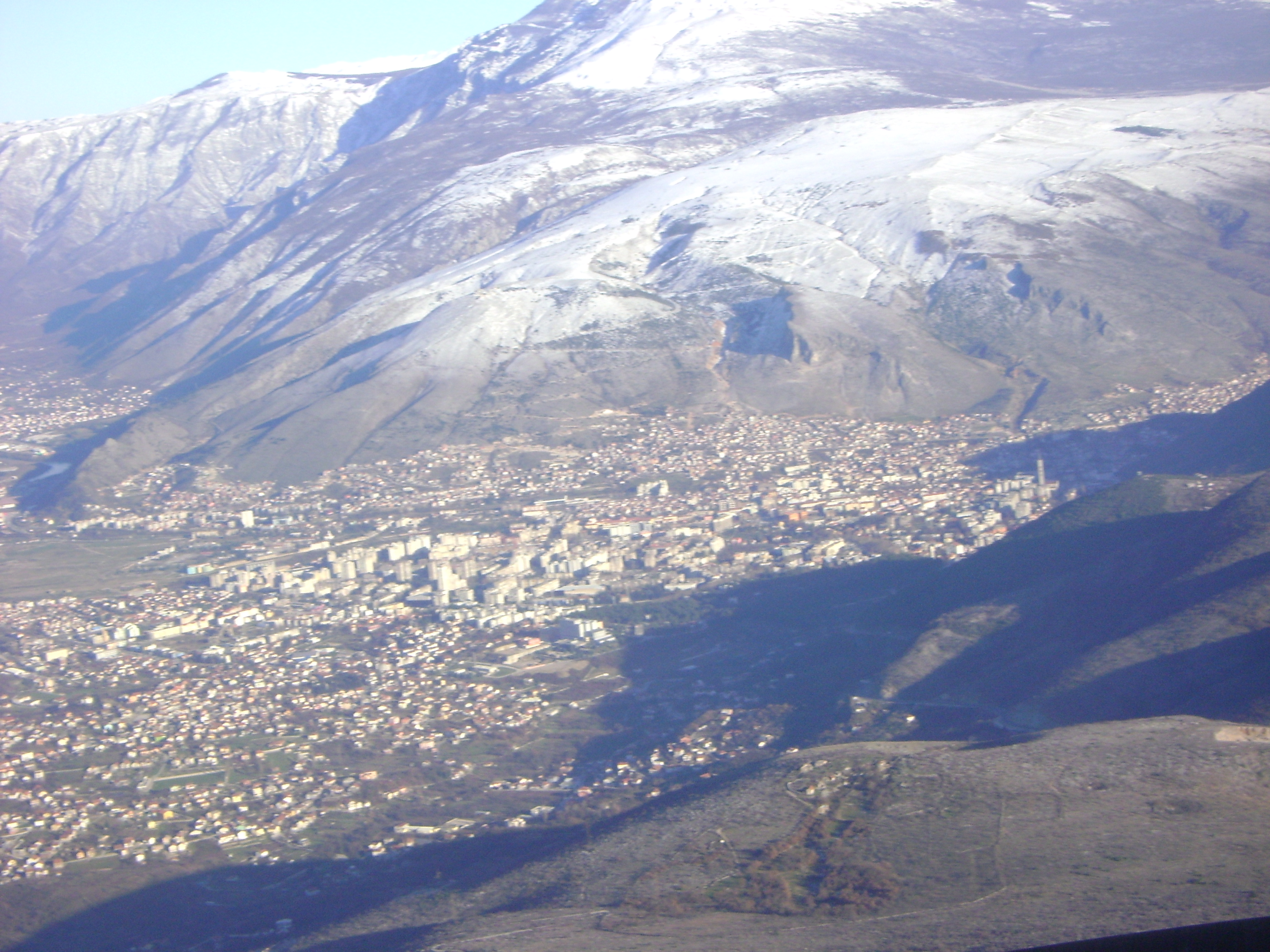
Luftaufnahme von Mostar (2010)

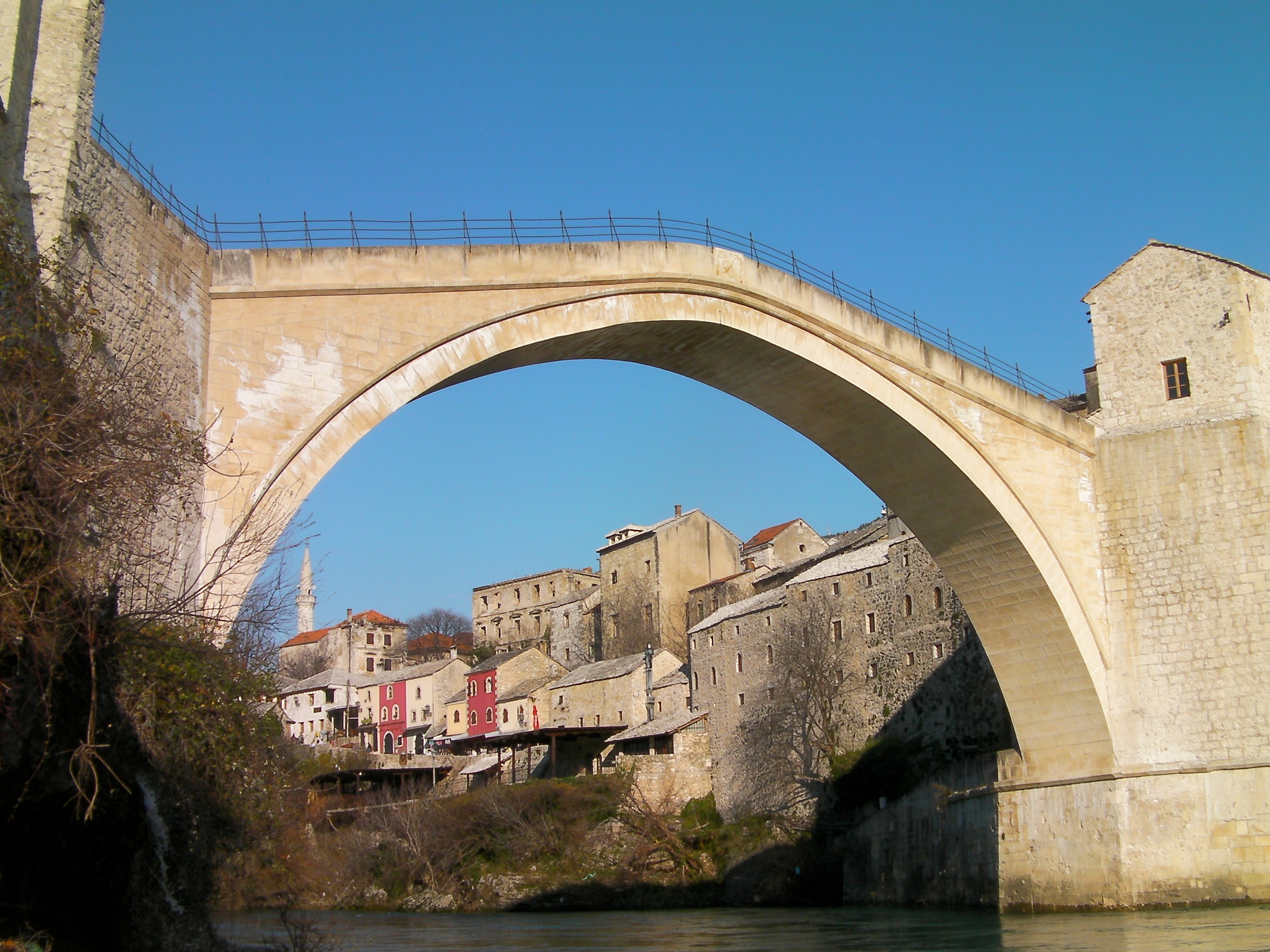
Stari most – Brücke über die Neretva – Wahrzeichen der Stadt, wiederaufgebaut 1995–2004 (2009)

Mostarⓘ (serbisch-kyrillisch Мостар) ist die größte Stadt der Herzegowina, des südlichen Teils von Bosnien und Herzegowina, sowie die sechstgrößte Stadt des Landes. Sie ist die Hauptstadt des Kantons Herzegowina-Neretva der Föderation Bosnien und Herzegowina und hat etwa 113.000 Einwohner, wovon etwa 75.000 Einwohner in der eigentlichen Stadt wohnen.

## Geographie

### Lage
Mostar liegt im Süden des Landes an der Neretva in einem Kessel zwischen den Bergmassiven Velež (1968 m) und Čabulja (1776 m) auf einer Höhe von lediglich 60 m über dem Meeresspiegel am Fuße des Hum mit dem Millenniumskreuz.

### Klima
Die Kessellage der Stadt bringt es mit sich, dass im Sommer (Juli/August) hohe Temperaturen herrschen.
Das Klima in Mostar ist mediterran und subtropisch geprägt. Die jährliche Durchschnittstemperatur liegt bei 14,6 °C; der durchschnittliche jährliche Niederschlag beträgt 1515 mm. Damit ist Mostar die Stadt in Bosnien und Herzegowina mit den höchsten Temperaturen und dem meisten Niederschlag.
Mit einer Sonnenscheindauer von durchschnittlich 2291 Stunden pro Jahr ist Mostar der sonnenscheinreichste Ort in Bosnien und Herzegowina. Mostar gehört zu den heißesten Städten Europas. In den Sommermonaten steigen die Temperaturen nicht selten auf über 40 °C.
|                       | Jan | Feb  | Mär  | Apr  | Mai  | Jun  | Jul  | Aug  | Sep  | Okt  | Nov  | Dez |   |      |
| Mittl. Tagesmax. (°C) | 8,4 | 10,8 | 14,6 | 19,0 | 24,0 | 27,6 | 31,1 | 30,8 | 26,9 | 21,0 | 14,5 | 9,7 | ⌀ | 19,9 |
| Mittl. Tagesmin. (°C) | 1,9 | 3,2  | 5,4  | 8,4  | 12,5 | 15,8 | 18,6 | 18,4 | 15,3 | 11,2 | 6,7  | 3,3 | ⌀ | 10,1 |
|                       |     |      |      |      |      |      |      |      |      |      |      |     |   |      |
| Niederschlag (mm)     | 165 | 151  | 150  | 127  | 102  | 78   | 43   | 74   | 96   | 151  | 200  | 179 | Σ | 1516 |
|                       |     |      |      |      |      |      |      |      |      |      |      |     |   |      |
| Regentage (d)         | 13  | 12   | 12   | 13   | 12   | 12   | 7    | 8    | 8    | 11   | 13   | 13  | Σ | 134  |

| 1,9 |

| 3,2 |

| 5,4 |

| 8,4 |

| 12,5 |

| 15,8 |

| 18,6 |

| 18,4 |

| 15,3 |

| 11,2 |

| 6,7 |

| 3,3 |

| 1,9 |

| 3,2 |

| 5,4 |

| 8,4 |

| 12,5 |

| 15,8 |

| 18,6 |

| 18,4 |

| 15,3 |

| 11,2 |

| 6,7 |

| 3,3 |

| N i e d e r s c h l a g | 165 | 151 | 150 | 127 | 102 | 78  | 43  | 74  | 96  | 151 | 200 | 179 |
|                         | Jan | Feb | Mär | Apr | Mai | Jun | Jul | Aug | Sep | Okt | Nov | Dez |

### Stadtgliederung
Außer der Kernstadt Mostar umfasst das Stadtgebiet folgende Orte: Bačevići, Banjdol, Blagaj, Bogodol, Buna, Cim, Čule, Dobrč, Donja Drežnica, Donji Jasenjani, Dračevice, Gnojnice, Goranci, Gornja Drežnica, Gornje Gnojnice, Gornji Jasenjani, Gubavica, Hodbina, Humilišani, Ilići, Jasenica, Kamena (teilweise), Kokorina (teilweise), Kosor, Kremenac, Krivodol, Kružanj, Kutilivač, Lakševine, Malo Polje, Miljkovići, Orlac, Ortiješ, Pijesci, Podgorani, Podgorje, Podvelež, Polog, Potoci, Prigrađani, Rabina (teilweise), Raška Gora, Raštani, Ravni, Rodoč, Selište, Slipčići, Sovići, Sretnice, Striževo, Vihovići, Vojno, Vranjevići, Vrapčići, Vrdi, Zijemlje (teilweise), Željuša, Žitomislići und Žulja.
Im Wesentlichen entspricht dies dem Gebiet der 1991 bestehenden Gemeinde Mostar; es wurden aber nach dem Abkommen von Dayton kleine Teile an die neugegründete Gemeinde Istočni Mostar (Ost-Mostar) abgegeben bzw. von der Gemeinde Nevesinje hinzugewonnen.

## Geschichte
Die Gegend um Mostar ist seit vorgeschichtlicher Zeit besiedelt. Bei Cim und Sutina wurden Reste von spätantiken Basiliken ausgegraben, was eine kontinuierliche Besiedlung vermuten lässt. Im Spätmittelalter stand das Neretvatal unter der Herrschaft der Familie Kosača. 1454 befand sich hier ein befestigter Übergang über die Neretva. Dieser wurde 1466 von den Osmanen erobert, die den Ort zu einem Verwaltungssitz ausbauten, der 1474 erstmals unter dem Namen Mostar (= Brückenwächter) erwähnt wird. Im 16. und 17. Jahrhundert wurde Mostar das Handels- und Wirtschaftszentrum der Herzegowina; zeitweilig war es auch Sitz der politischen Macht. 1566 wurde an Stelle der alten Holzbrücke die bis heute berühmte Steinbrücke Stari most erbaut, 1557 die Karađozbeg-Moschee. Nach dem Großen Türkenkrieg und dem Frieden von Karlowitz erhielt die Stadt neue Befestigungen. 1833 wurde der bestehende Sandschak zum Paschalik Herzegowina unter dem Wesir Ali-paša Rizvanbegović aufgewertet, nach dessen Tod jedoch wieder mit Bosnien vereinigt.

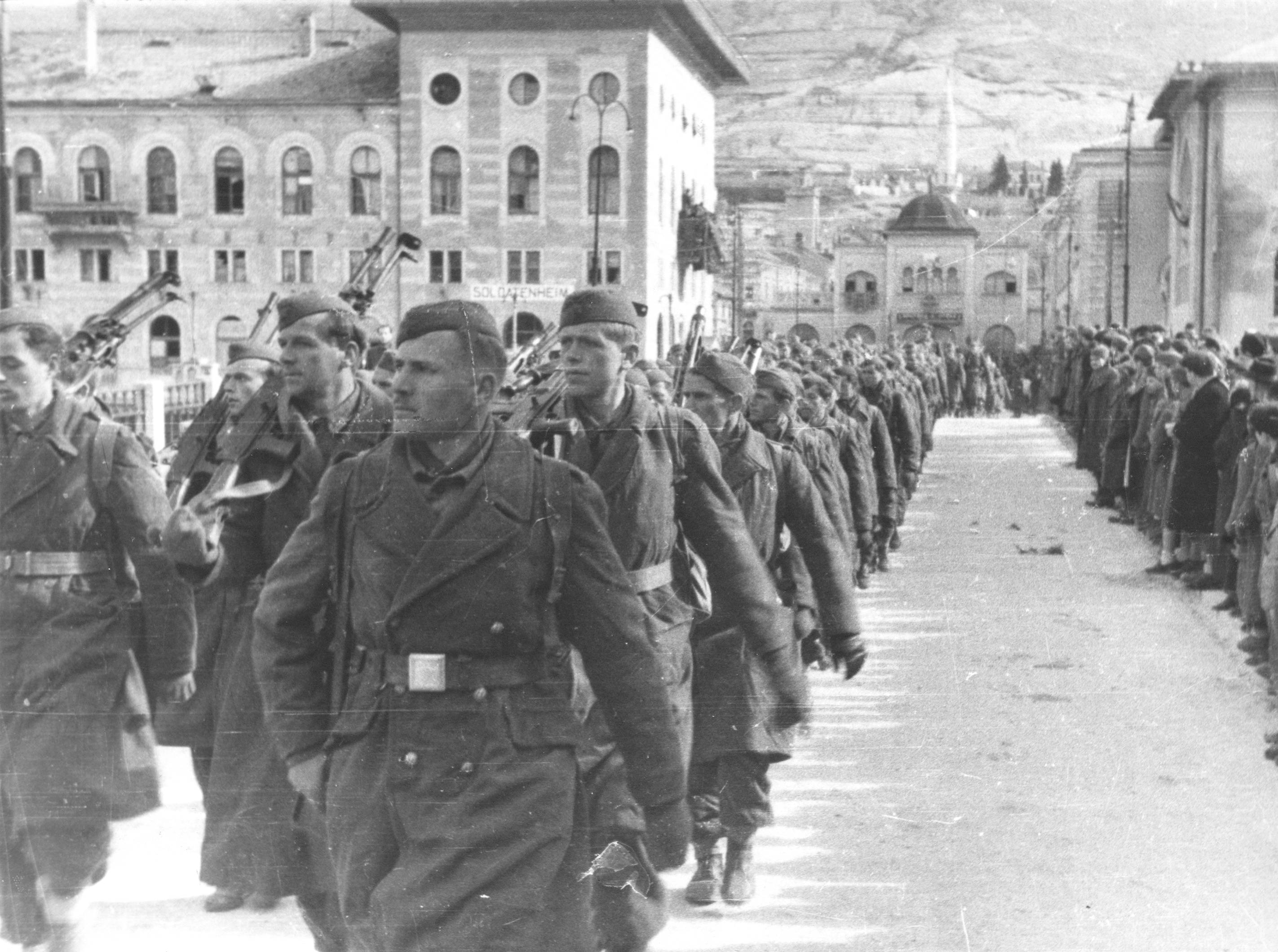
Das 8. Korps der Jugoslawischen Volksbefreiungsarmee in Mostar (Februar 1945)

Wie ganz Bosnien und Herzegowina kam Mostar 1878 unter österreichisch-ungarische Verwaltung. 1881 wurde die Stadt Sitz eines katholischen Bischofs. Mostar erhielt Eisenbahnanschluss, zudem wurden weitere drei Brücken über die Neretva gebaut. Nach dem Ersten Weltkrieg gehörte Mostar zu Jugoslawien, zunächst zur Mostarska oblast, von 1929 bis 1939 zur Primorska banovina, von 1939 bis 1941 zur autonomen Banovina Hrvatska. Im Zweiten Weltkrieg wurde Mostar dem Unabhängigen Staat Kroatien angegliedert. Am 14. Februar 1945 wurde es von Partisanen der Jugoslawischen Volksbefreiungsarmee eingenommen. Nach dem Krieg kam die Stadt zur Teilrepublik Bosnien und Herzegowina im wiederhergestellten, nun sozialistischen Jugoslawien. 1977 wurde die Universität eröffnet.
Während des Bosnienkrieges kam es 1992/1993 in Mostar zu Kämpfen zwischen kroatisch-bosniakischen und serbischen Einheiten, 1993/1994 zu Kämpfen zwischen Kroaten und Bosniaken. Dabei wurde die Stadt unter anderem durch Vertreibungen in einen kroatisch-westlichen sowie einen bosniakisch-östlichen Teil aufgeteilt.
Während des Krieges zerstörten kroatische Streitkräfte das Wahrzeichen Mostars, die Brücke Stari most, in einem mehrstündigen gezielten Beschuss. Nach Kriegsende wurde die Brücke wieder aufgebaut und 2004 offiziell eröffnet. Im Mai 2013 verurteilte der Internationale Strafgerichtshof für das ehemalige Jugoslawien sechs Verantwortliche der Kroatischen Republik Herceg-Bosna unter anderem wegen der Zerstörung der Brücke erstinstanzlich zu mehrjährigen Haftstrafen. Im November 2017 wurden alle Urteile nach Berufung bestätigt, Slobodan Praljak vollzog noch im Gerichtssaal Suizid.
Verwaltungstechnisch bildete Mostar seit dem Krieg zwei Städte: eine kroatische auf dem westlichen Ufer des Flusses Neretva und eine bosniakische auf dem östlichen Ufer. Im Auftrag der EU wurde Hans Koschnick als Vermittler nach Mostar entsandt. Im Januar 2004 wurde dieser Zustand formal aufgehoben und eine neue Regelung eingeführt, wonach die Stadt in sechs Stadtgemeinden eingeteilt ist, die zusammen eine Einheit darstellen. Infolge des fortgesetzten Streites um die Verwaltungsstruktur gab es von 2008 an bis 2020 keine Kommunalwahlen in Mostar.
Im Zuge der Flüchtlingskrise in Europa wurde bei Mostar im Jahr 2018 eine temporäre Flüchtlingsunterkunft geschaffen, die Migranten als zeitweiligen Aufenthaltsort vor dem Grenzübertritt in die Europäische Union nutzen.

## Bevölkerung

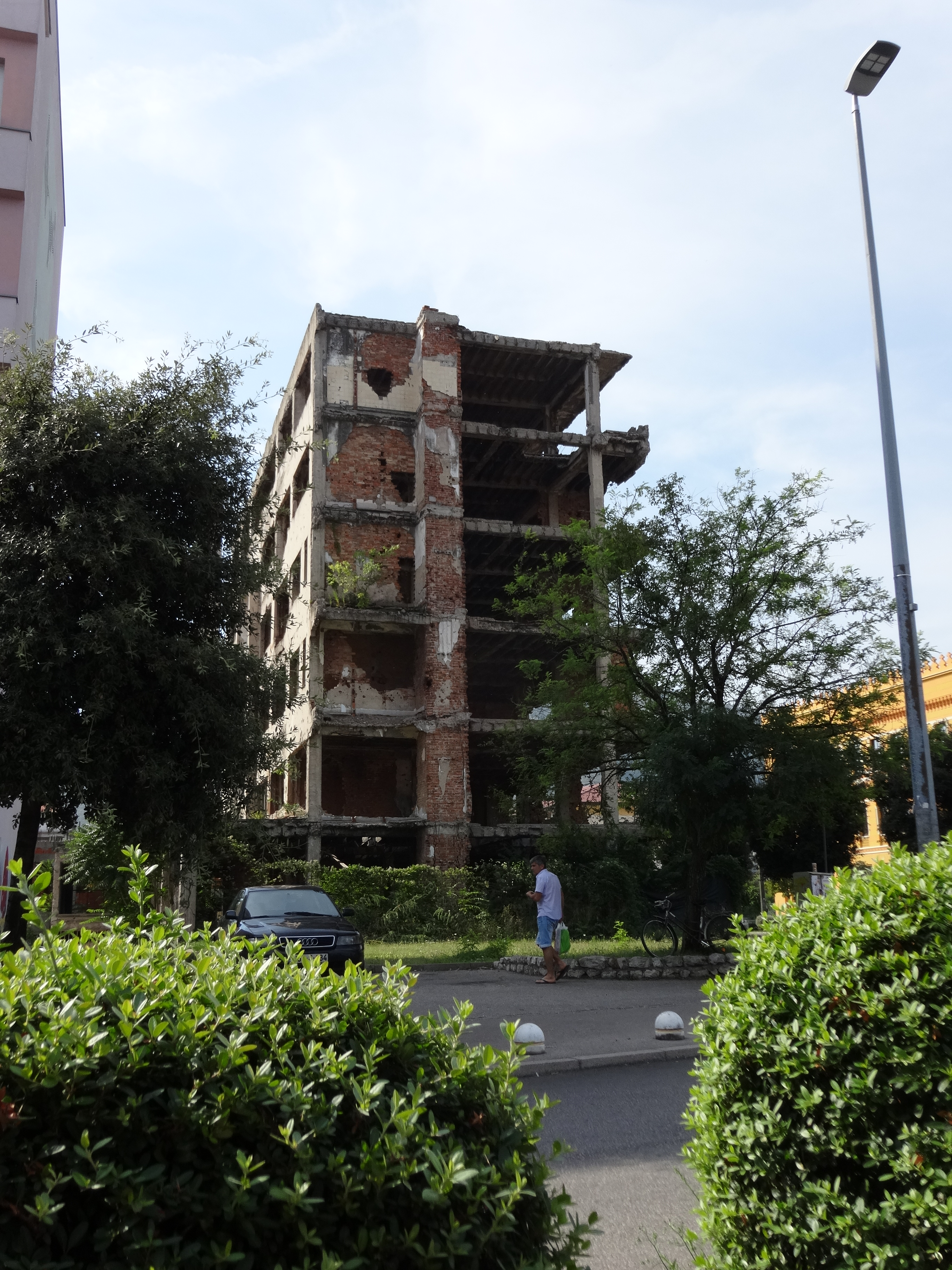
Seit dem Krieg noch unveränderte Ruine (2014)

Die Bewohner Mostars gehören verschiedenen Nationalitäten an. Die Volkszählung 1991 ergab 126.628 Einwohner, die sich folgenden Gruppen zurechneten: Bosniaken: 43.856 (34,63 %), Kroaten: 43.037 (33,98 %), Serben: 23.846 (18,83 %), Jugoslawen: 12.768 (10,08 %) und Andere: 3.121 (2,31 %). Außerdem lebten in der Stadt auch wenige Albaner und Türken.
Der Bosnienkrieg führte zu einer Segregation der Bevölkerung. Nach Angaben von OHR und UNHCR vom Februar 1999, lebten von den 47.838 kroatischen Einwohnern 47.587 westlich und von den 49.623 bosniakischen Einwohnern 49.023 östlich des Flusses Neretva. Von der verbliebenen serbischen Bevölkerung lebten 1083 im westlichen und 439 im östlichen Teil.
Auf Basis der letzten offiziellen Volkszählung 2013 konnten 105.797 Einwohner festgestellt werden, die sich folgenden Gruppen zurechneten: Kroaten: 51.216 (48,4 %), Bosniaken: 46.752 (44,2 %), Serben: 4.421 (4,2 %) und Andere: 3.408 (3,2 %).

## Verkehr
Der Bahnhof von Mostar liegt im Osten der Stadt. Die erste Bahnstrecke durch Mostar war die von Österreich-Ungarn errichtete schmalspurige Narentabahn (760 mm Spurweite) von Metković nach Sarajevo. Sie wurde mit der Eröffnung der normalspurigen Neubaustrecke Sarajevo–Ploče im November 1966 stillgelegt. Diese wird in der Regel von täglich je zwei Personenzugpaaren zwischen Sarajevo und Čapljina befahren. Seit dem 4. Oktober 2024 ist der Bahnverkehr in Richtung Konjic/Sarajevo aufgrund schwerer Unwetterschäden an der Strecke unterbrochen.
An das Fernstraßennetz ist Mostar mit der Magistralstraße M-17 angebunden. Mit dem Flughafen Mostar verfügt die Stadt auch über einen internationalen Verkehrsflughafen, etwa sechs Kilometer südlich des Stadtzentrums gelegen.
Der öffentliche Nahverkehr wird von Mostar Bus d.o.o. mit 26 Buslinien bedient. Daneben gibt es zahlreiche Fernbuslinien.

## Wirtschaft
Mostar ist traditionell ein Verwaltungs- und Dienstleistungszentrum. Nach dem Zweiten Weltkrieg entstanden verschiedene Industrieunternehmen, die mittlerweile privatisiert wurden. Der Tourismus nimmt in den letzten Jahren wieder zu.

### Landwirtschaft
Mostar bietet ein gutes Klima für Obst- und Weinbau, in dem das Unternehmen Hepok eine wesentliche Rolle spielt. Im Jahr 2024 hat die ortsansässige Firma Marinada d.o.o. im Ort Kruševo bei Mostar eine Fabrik zur Weiterverarbeitung von Tomaten eröffnet. Die Verarbeitungskapazitäten umfassen 4.000 Tonnen jährlich. Perspektivisch sollten weitere Produkte sowie Obst- und Gemüsesorten verarbeitet werden. Das Unternehmen kooperiert hierbei eng mit dem kroatischen Podravka-Konzern.

### Industrie
SOKO ist ein Hersteller von Auto- und Flugzeugteilen sowie ehemaliger Hersteller von Militärflugzeugen. Aluminij d.d. verhüttet seit 1981 Bauxit zu Aluminium und stellt verschiedene Aluminiumprodukte (Leiter, Drähte, Anoden) her.

### Dienstleistungen
Die ehemaligen Staatsunternehmen der Post, Telekommunikation und Energieversorgung wurden im Zuge des Bosnienkrieges aufgeteilt. Entsprechend dem damaligen Bevölkerungs- und Gebietsanteil sind Hrvatska pošta Mostar (Kroatische Post), HT Eronet und Elektroprivreda Hrvatske zajednice Herceg Bosne (EPHZHB) jeweils die drittgrößten Unternehmen im Land, aber mittlerweile auch außerhalb des angestammten, d. h. kroatisch kontrollierten Gebietes aktiv. In der Stadt hat außerdem Televizija Herceg-Bosne seinen Sitz.
Seit 1997 gibt es in Mostar eine jährliche Messe.
Es gibt zwei Krankenhäuser: das Universitätsklinikum Mostar auf der westlichen Seite und das Regionale Medizinische Zentrum „Dr. Safet Mujić“ auf der östlichen Seite der Stadt.
1977 wurde in Mostar eine Universität gegründet, die während des Krieges in die (kroatisch dominierte) Universität Mostar und die (bosniakisch dominierte) Universität „Džemal Bijedić“ geteilt wurde.
Stadtreinigung und Abfallentsorgung werden seit 2012 vom Unternehmen Komunalno durchgeführt, das die früheren Unternehmen Parkovi (Westseite) und Komos (Ostseite) vereinigt.
Die Regierung des Kantons Herzegowina-Neretva sowie 5 der 16 Ministerien der Föderation haben ihren Sitz in Mostar.

## Sehenswürdigkeiten

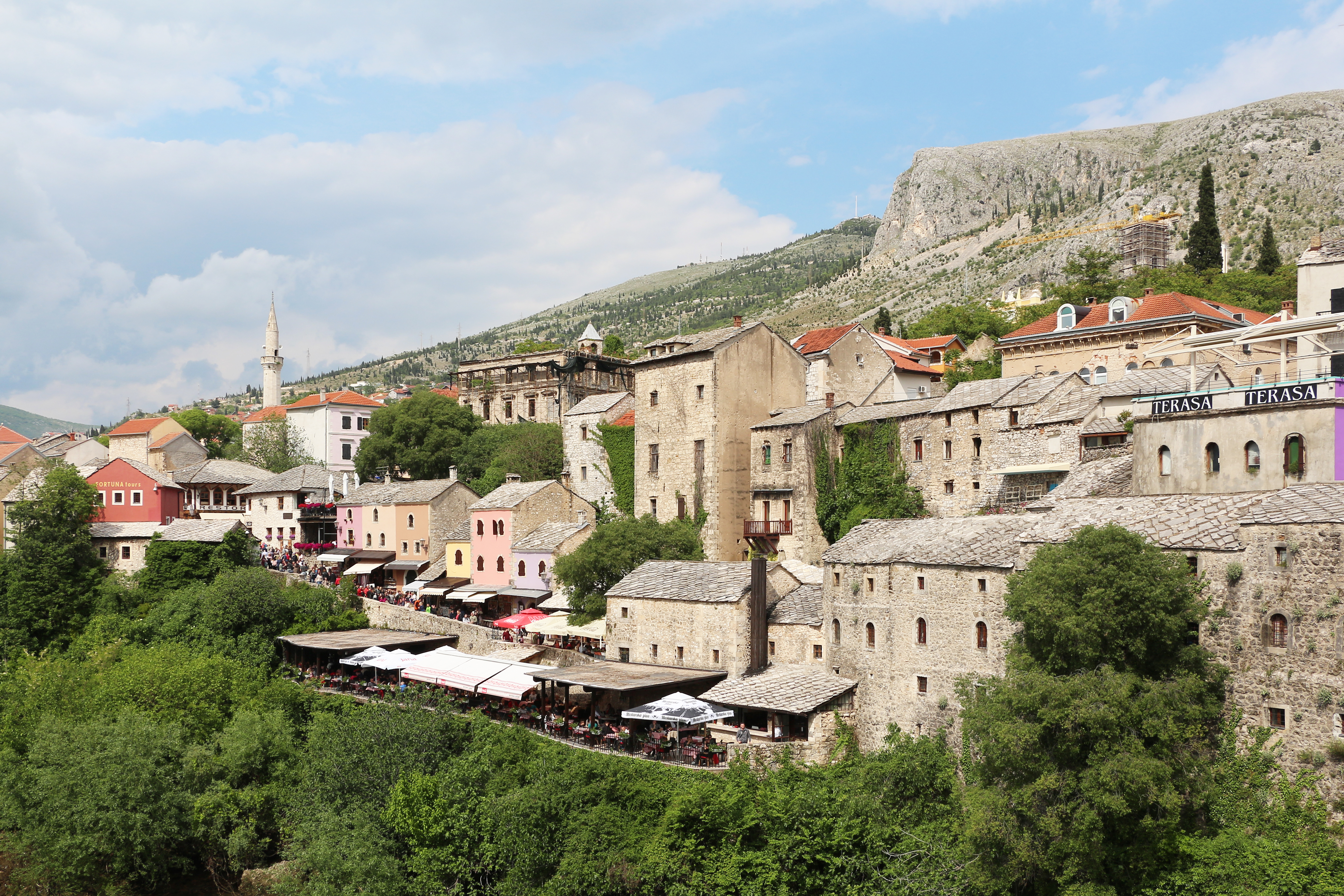
Blick von der Alten Brücke auf die Altstadt Mostars, von der Teile zum Weltkulturerbe gehören

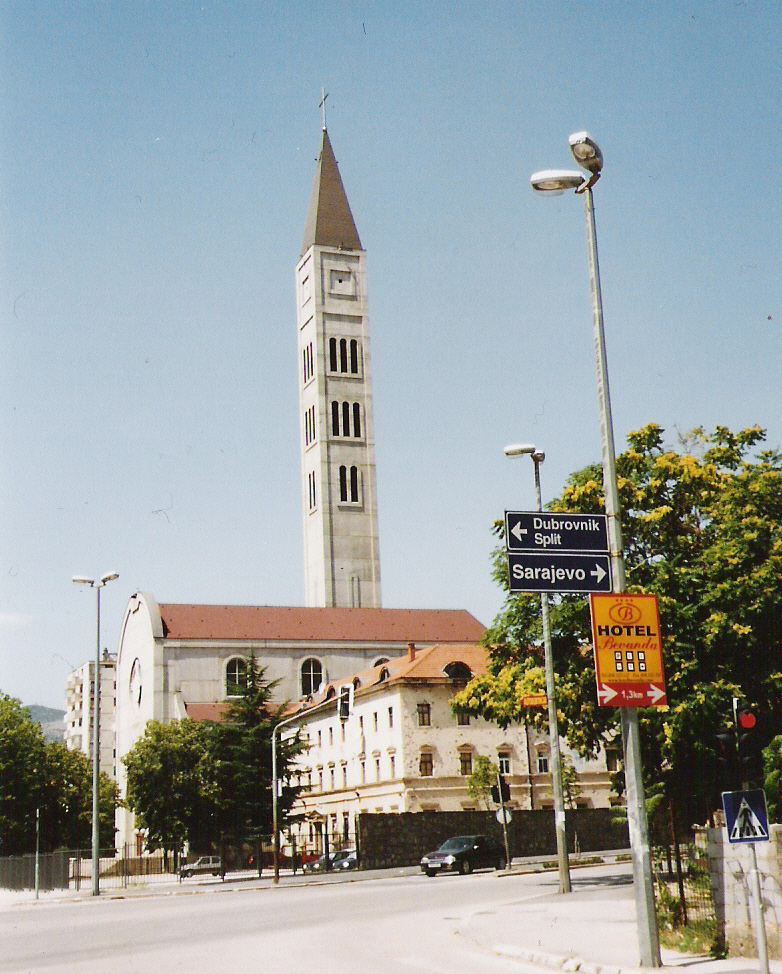
Franziskanerkloster und Peter-und-Paul-Kirche (2004)

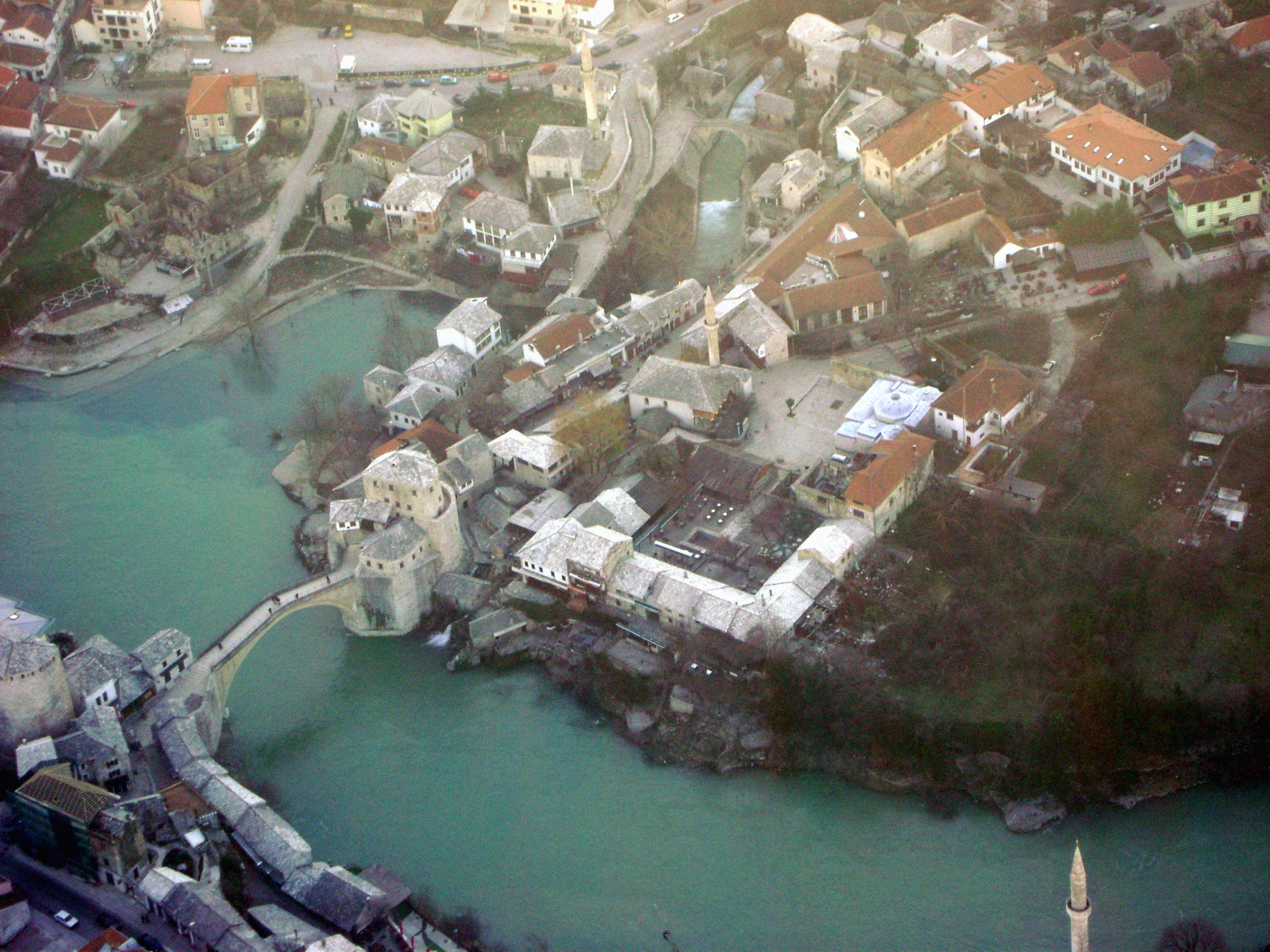
Luftaufnahme der Alten Brücke und eines Teiles der Altstadt (2010)

Das Wahrzeichen Mostars ist die Stari most (deutsch Alte Brücke) über die Neretva, die von 1556 bis 1566 vom osmanischen Architekten Mimar Hajrudin erbaut wurde. Der Stadtname kommt von den Brückenwächtern (bosnisch, serbisch, kroatisch: Mostar = Brückenwächter). Die „Alte Brücke“ wurde im Bosnienkrieg am 9. November 1993 durch massiven Beschuss von kroatischer Seite zerstört. Die Rekonstruktionsarbeiten begannen 1996 und wurden 2004 abgeschlossen. Die Brücke und ein umgebender Teil der Altstadt wurden am 15. Juli 2005 in die Welterbe-Liste der UNESCO aufgenommen.
In der Nähe der Brücke befindet sich die Karađozbeg-Moschee, die auch für Besucher zugänglich ist. Die Moschee mit Medresa (Koranschule) und Šadrvan (Brunnen) wurde 1557 erbaut und im Krieg in der Herzegowina schwer beschädigt, ist inzwischen aber restauriert.
Als sehenswürdig gilt ebenfalls eine christliche Basilika im Vorort Cim, die wahrscheinlich im 5. oder 6. Jahrhundert erbaut wurde. Die zwischen 1863 und 1873 erbaute serbisch-orthodoxe Kathedrale der Heiligen Dreifaltigkeit wurde 1992 zerstört. Sie wird seit 2010 wiederaufgebaut.
Am 26. November 2005 wurde in Mostar an seinem 65. Geburtstag eine Statue von Bruce Lee enthüllt. Sie war auf Initiative der Mostarer Jugendgruppe „Städtische Bewegung Mostar“ mit finanzieller Unterstützung der deutschen Kulturstiftung des Bundes errichtet worden. Nach Aussage des Bewegungssprechers Nino Raspudić fiel die Wahl auf die verstorbene Kung-Fu-Legende, weil alle sich mit ihm identifizieren könnten. Mit der Statue soll ein Zeichen gegen die ethnische Zerrissenheit auf dem Balkan gesetzt werden. Die Statue wurde im März 2024 gestohlen.
Der Partisanenfriedhof erinnert an die im Zweiten Weltkrieg gefallenen Partisanen.
Mit 107 Meter Höhe verfügt die Peter-und-Paul-Kirche mit angrenzendem Franziskanerkloster über den höchsten Glockenturm in Südosteuropa.

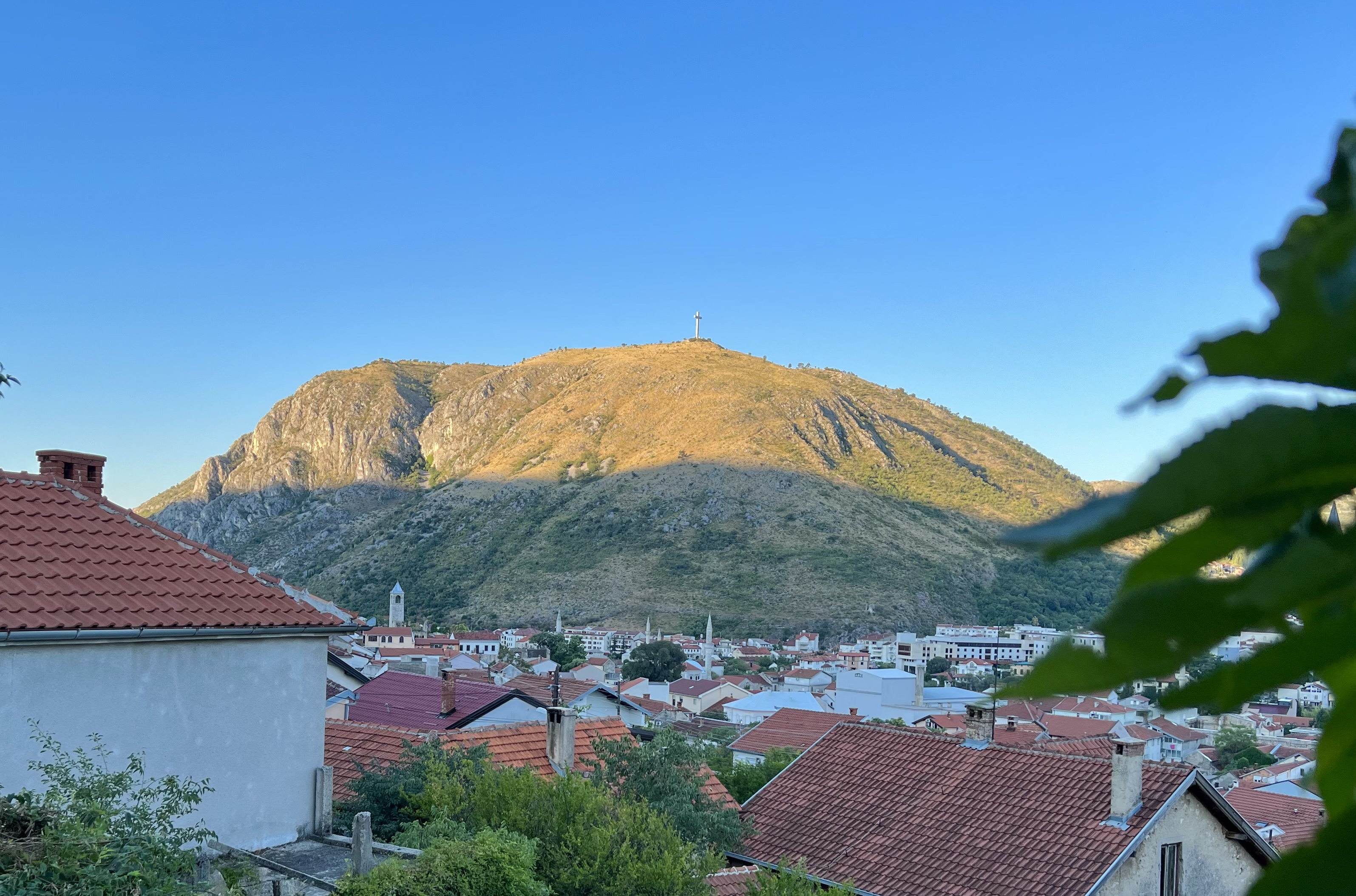
Millenniumskreuz auf dem Gipfel des Berges Hum oberhalb der Stadt

Im Jahr 2000 wurde auf dem Gipfel des Berges Hum oberhalb der Stadt Mostar das Millenniumskreuz erbaut. Das Kreuz wurde zum 2000-jährigen Jubiläum des Christentums von der römisch-katholischen Kirche aufgestellt. Das Kreuz ist 33 Meter hoch und ist damit das höchste Kreuz in Bosnien-Herzegowina. Das Kreuz ist aus dem gesamten Stadtgebiet gut erkennbar.
Die Kathedrale Maria "Mutter der Kirche" (kroatisch: Katedrala Marije Majke Crkve) ist eine von vier Kathedralen in Bosnien-Herzegowina. Es ist der Sitz des Bischofes vom Bistum Mostar-Duvno. Die Kathedrale wurde von 1974 bis 1980 auf dem Fundament der ursprünglich 1872 errichteten Kathedrale erbaut.

## Kultur
Bedeutende Kulturinstitutionen in Mostar sind:
- Kulturzentrum „Mostar“
- Jugendkulturzentrum „Abrašević“
- Musikzentrum „Pavarotti-Mostar“
- Archiv der Herzegowina (heute Kantonales Archiv)
- Museum der Herzegowina
- Kinderbibliothek
- Stadtbibliothek „Luka“
- Nationaltheater Mostar (bosniakische Seite)
- Kroatisches Nationaltheater in Mostar
- das Haus von Aleksa Šantić
- Hrvatski dom „Herceg Stjepan Kosača“

### Medien
In Mostar erscheint seit 2001 die Tageszeitung Dnevni list. Es gibt verschiedene Radio- und Fernsehsender.

### Friedenspreis von Mostar

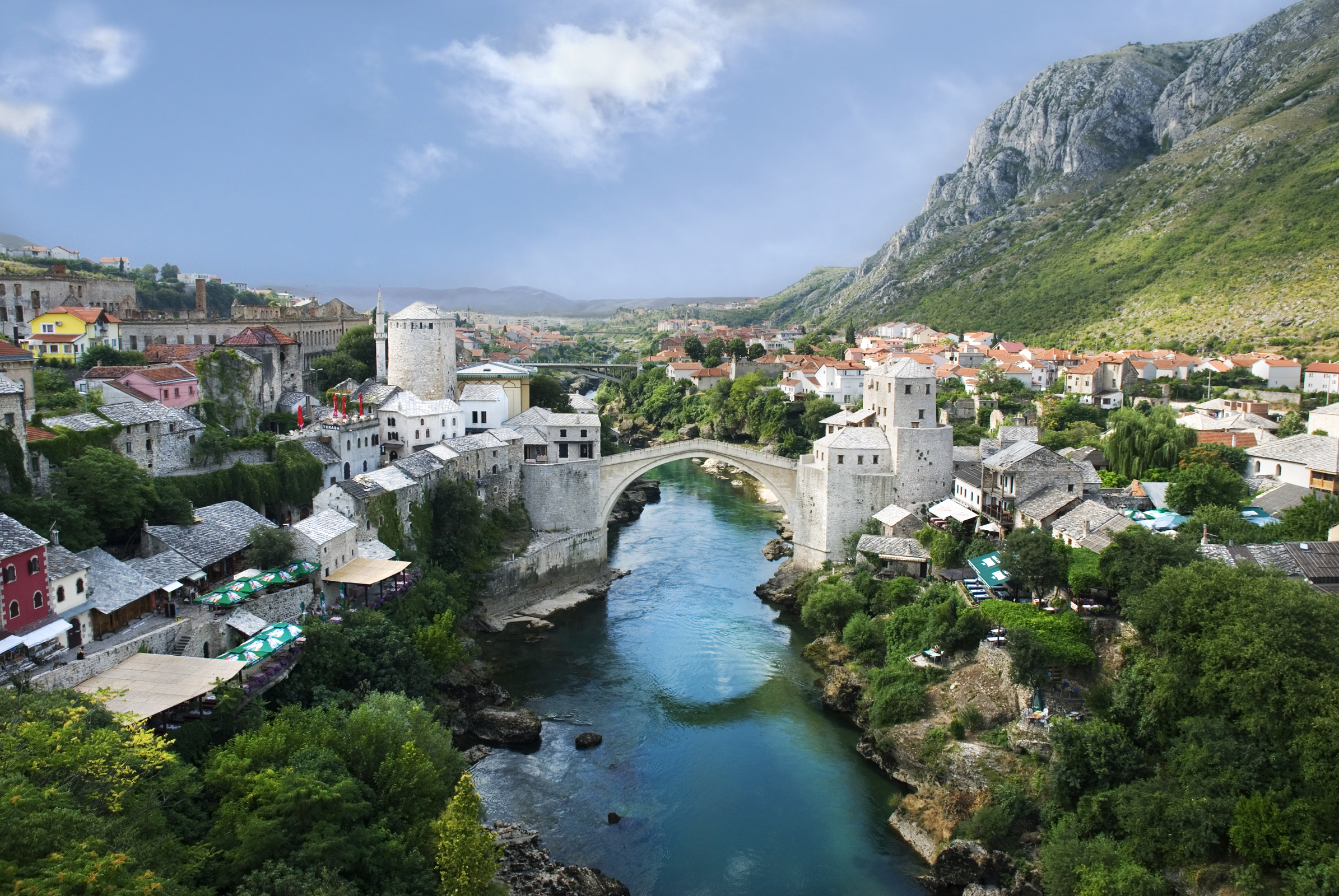
Panorama der Altstadt (2007)

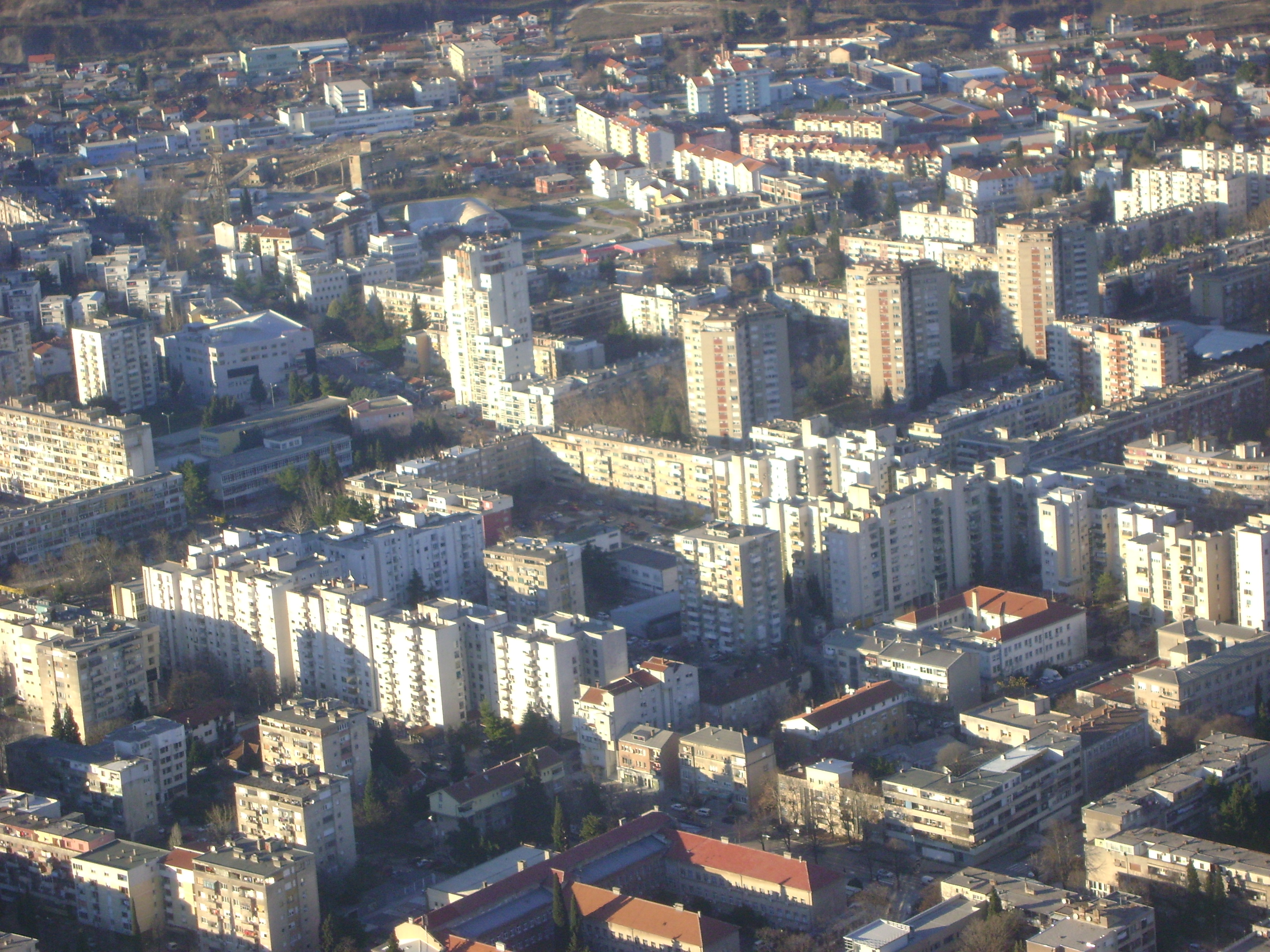
Modernere Stadtteile (2010)

Von 2004 bis 2008 wurde jährlich von der 1990 mit dem Ziel der Verständigung zwischen den in Mostar lebenden Volksgruppen gegründeten Nichtregierungsorganisation Zentrum für Frieden und multiethnische Kooperation der Friedenspreis von Mostar vergeben. Er ist 30 cm hoch und besteht aus Gold, Silber und Edelstahl.
Die bisherigen Preisträger sind:
- 2004: Václav Havel
- 2005: Alois Mock
- 2006: Nelson Mandela
- 2007: Mohammed el-Baradei
- 2008: Bono, Sanela Diana Jenkins

### Sport

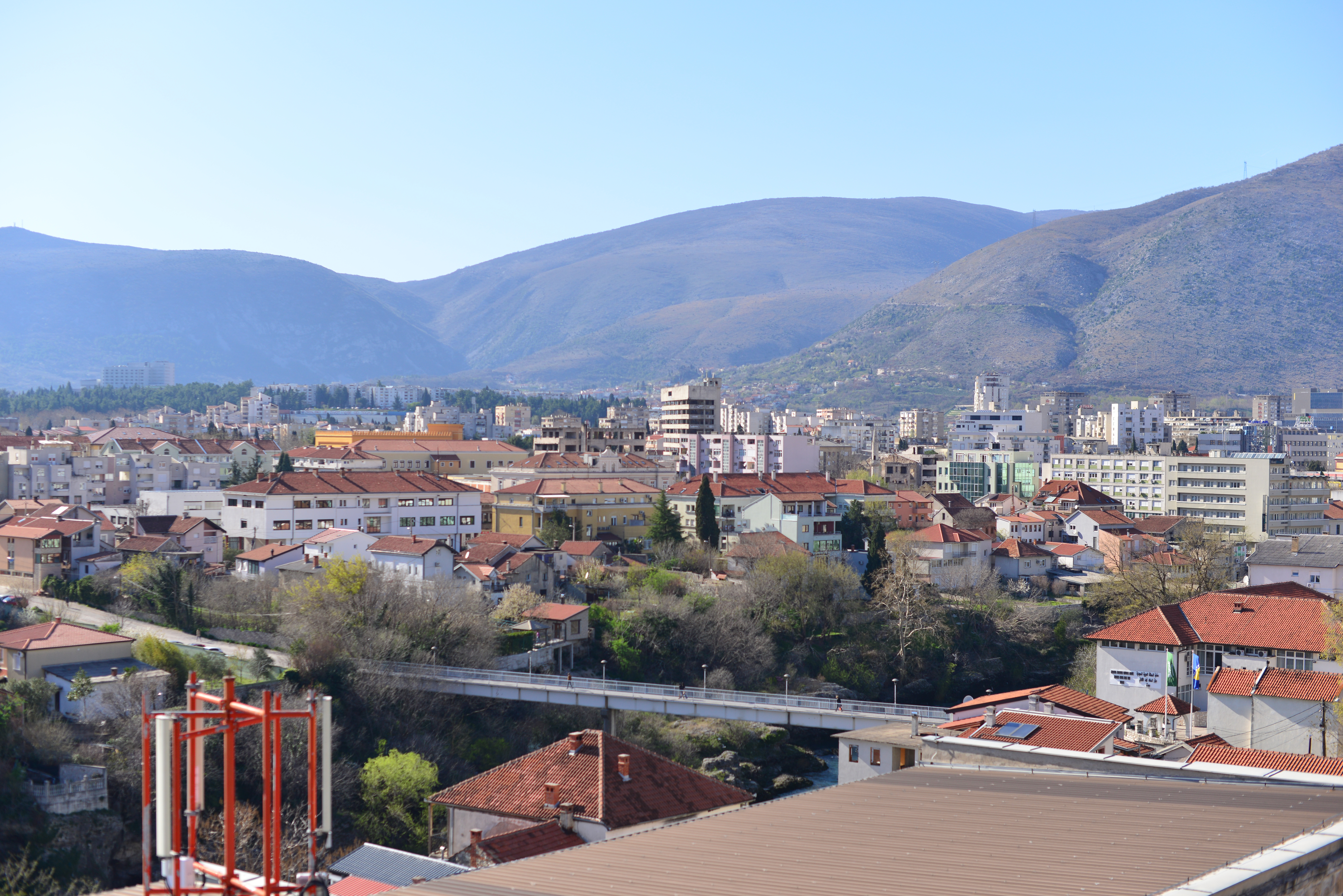
Blick über das Stadtgebiet (2019)

Die beliebteste Sportart in Mostar ist Fußball. Der bekannteste Fußballclub ist der FK Velež, dessen Anhänger überwiegend Bosniaken sind. 1992 wurde der von Kroaten dominierte Fußballclub HŠK Zrinjski wiedergegründet. Zwischen den Fans dieser beiden Mannschaften besteht eine Rivalität. Das Aufeinandertreffen dieser beiden Mannschaften wird auch als Mostar Derby bezeichnet. Velež war zweifacher Pokalsieger Jugoslawiens (1981 und 1986). Zrinjski wurde 2005, 2009, 2014, 2016, 2017, 2018, 2022 und 2023 Meister von Bosnien und Herzegowina. In Mostar kam es in der Vergangenheit immer wieder zu Ausschreitungen zwischen Bosniern muslimischer und kroatischer Herkunft. Bei der Fußballeuropameisterschaft 2008, als Kroatien gegen die Türkei spielte, sorgten die Krawalle für besonderes Aufsehen.
Der bekannteste Extremsport sind die Kunstsprünge von der Brücke Stari most in die Neretva. Diese finden jährlich Ende Juli unter dem Namen Ikari statt und ziehen zahlreiche Teilnehmer und Besucher auch aus den benachbarten Ländern an.

## Politik

### Stadtrat
| ← 2008Ergebnisse der Kommunalwahlen vom 20. Dezember 2020Ergebnis der Listenwahl für die stadtweiten Mandate %403020100 35,3529,7413,377,104,832,702,452,262,20 HDZ BiHSDAbSDPcHRSZMPzPNLPGHDZ 1990Sonst.Anmerkungen:b trat im Rahmen der „Koalicija za Mostar“ u. a. zusammen mit der DF anc trat im Rahmen der Koalition „BH Blok“ zusammen mit der Partei Naša stranka an |

2020 fanden erstmals seit 12 Jahren wieder Kommunalwahlen in Mostar statt.

### Wappen
Das Wappen wurde am 27. Oktober 2006 angenommen. Es stilisiert den Stari most („Alte Brücke“) über die Neretva. Die sechs weißen Streifen repräsentieren die sechs Stadtgemeinden, die beiden Dreiecke symbolisieren Waagen, der Halbkreis die Sonne. Die Farbe Blau symbolisiert den Himmel und Weiß das Gestein.

### Städtepartnerschaften
Mostar pflegt mit folgenden Städten Städtepartnerschaften:
| - Amman in Jordanien - Arsoli in Italien - Brčko in Bosnien und Herzegowina - Izmir in der Türkei - Kaposvár in Ungarn - Kayseri in der Türkei - Orkdal in Norwegen - Kragujevac in Serbien | - Millau in Frankreich - Montegrotto Terme in Italien - Split in Kroatien - Tutin in Serbien - Vejle in Dänemark - Yinchuan in der Volksrepublik China |

Des Weiteren pflegt Mostar freundschaftliche Beziehungen zu  Heidelberg in Deutschland.

## Söhne und Töchter der Stadt

### Bis 1900
- Katarina Kosača-Kotromanić (1424–1478), Königin Bosniens
- Aleksa Šantić (1868–1924), serbischer Dichter
- Svetozar Ćorović (1875–1919), Schriftsteller
- Hamza Humo (1895–1970), Schriftsteller
- Alois Podhajsky (1898–1973), Leiter der Spanischen Hofreitschule
- Elisabeth Radó (1899–1986), österreichische Opernsängerin und Gesangspädagogin

### 1901 bis 1960
- Alija Nametak (1906–1987), Schriftsteller
- Vojo Todorović (1914–1990), Berufssoldat
- Džemal Bijedić (1917–1977), Politiker
- Smail Balić (1920–2002), Orientalist und Bibliothekar
- Milojko Ćišić (1920–1986), Elektroingenieur
- Predrag Matvejević (1932–2017), kroatischer Literaturwissenschaftler und Schriftsteller
- Mladen Kolobarić (1933–2009), Maler, Graphiker und Designer
- Florijan Mićković (1935–2021), Bildhauer und Maler
- Radomir Damnjanović (1936–2025), Maler und Performancekünstler
- Blaženka Milić (1939–2021), Opernsängerin
- Ivan Ćurković (* 1944), Fußballspieler
- Ivan Cvitković (* 1945), Religionssoziologe
- Esad Dugalić (1947–2011), Fußballspieler
- Dušan Bajević (* 1948), Fußballtrainer
- Savo Ekmečić (* 1948), Fußballspieler und -trainer
- Enver Marić (* 1948), Fußballspieler
- Zvonimir Serdarušić (* 1950), deutscher Handballtrainer
- Franjo Vladić (1950–2024), Fußballspieler
- Dražen Dalipagić (1951–2025), Basketballspieler
- Vahid Halilhodžić (* 1952), Fußballspieler
- Ernst M. Binder (1953–2017), österreichischer Dichter und Theaterregisseur
- Džemaludin Hadžiabdić (* 1953), Fußballspieler und -trainer
- Goran Kovačević (1955–2014), Musiker, Sänger und Songwriter
- Branko Lubarda (* 1955), serbischer Jurist und Richter am Europäischen Gerichtshof für Menschenrechte
- Željko Samardžić (* 1955), Sänger
- Vjekoslav Bevanda (* 1956), Politiker
- Dragan Čović (* 1956), kroatischer Politiker in BiH
- Jasna Kolar-Merdan (* 1956), Handballspielerin, Welthandballerin und Olympiasiegerin
- Nenad Bijedić (1959–2011),  Fußballspieler und -trainer
- Blaž Slišković (* 1959), Fußballnationaltrainer von Bosnien und Herzegowina

### 1961 bis 1980
- Goran Jurić (* 1963), Fußballspieler
- Sead Kajtaz (* 1963), Fußballspieler
- Marija Pejčinović Burić (* 1963), kroatische Politikerin (HDZ)
- Semir Tuce (* 1964), Fußballspieler
- Dražen Žerić (* 1964), Sänger
- Zdenko Jedvaj (* 1966), jugoslawisch-kroatischer Fußballspieler
- Dragi Šestić (* 1966), Musikproduzent
- Meho Kodro (* 1967), Fußballspieler und -trainer
- Ivan Mikulić (* 1968), kroatischer Sänger
- Goran Suton (1968–2016), Handballnationalspieler und Handballtrainer
- Ivica Jozić (* 1969), Fußballspieler
- Velibor Topić (* 1970), Schauspieler
- Željana Zovko (* 1970), kroatische Politikerin (HDZ), Diplomatin und Botschafterin
- Sergej Barbarez (* 1971), Fußballspieler
- Leo Marić (* 1974), Fußballspieler
- Marija Vučković (* 1974), Politikerin
- Nina Kusturica (* 1975), österreichische Filmregisseurin, Filmeditorin, Drehbuchautorin und Produzentin
- Srđan Pecelj (* 1975), Fußballspieler
- Nino Raspudić (* 1975), Philosoph
- Denis Zovko (* 1975), Fußballspieler und -trainer
- Sergej Jakirović (* 1976), Fußballspieler
- Adnan Čustović (* 1978), Fußballnationalspieler
- Maja Lasić (* 1979), deutsche Politikerin (SPD)
- Davor Bunoza (* 1980), parteiloser Politiker
- Saša Papac (* 1980), Fußballspieler und Sportdirektor
- Jasmin Spahić (* 1980), Fußballspieler

### 1981 bis 1990
- Dejan Damjanović (* 1981), montenegrinischer Fußballspieler
- Vedran Jerković (1981–2024), österreichischer Fußballspieler und -trainer
- Krešimir Kordić (* 1981), Fußballspieler
- Zoran Planinić (* 1982), kroatischer Basketballspieler
- Josip Barišić (* 1983), Fußballspieler
- Damir Djukic (* 1984), österreichischer Handballspieler
- Daniela Janjic (* 1984), Schweizer Autorin
- Mija Martina (* 1984), Sängerin
- Vedran Škobić (* 1984), Politiker (HDZ BiH)
- Mario Dugandzic (* 1985), deutscher Basketballtrainer und -spieler
- Admir Medjedović (* 1985), österreichisch-bosnisch-herzegowinischer Fußballspieler
- Marin Šego (* 1985), kroatischer Handballtorwart
- Mirza Teletović (* 1985), Basketballspieler
- Senad Lulić (* 1986), bosnisch-schweizerischer Fußballspieler
- Željko Musa (* 1986), kroatischer Handballspieler und -trainer
- Boris Pandža (* 1986), Fußballspieler
- Igor Anic (* 1987), französischer Handballspieler
- Admir Duranspahić (* 1987), Tischtennisspieler
- Igor Karačić (* 1988), Handballspieler
- Stanko Sabljić (* 1988), Handballspieler und -trainer
- Toni Šunjić (* 1988),  Fußballspieler
- Marin Aničić (* 1989), Fußballspieler
- Bojan Bogdanović (* 1989), Basketballspieler
- Denis Pozder (* 1989), deutsch-bosnischer Fußballspieler
- Ivan Sesar (* 1989), Fußballspieler
- Tomislav Brkić (* 1990), Tennisspieler
- Tibor Ivanišević (* 1990), serbischer Handballtorwart
- Josip Kvesić (* 1990), Fußballspieler
- Marino Marić (* 1990), kroatischer Handballspieler
- Mateo Pavlović (* 1990), kroatischer Fußballspieler
- Ivan Peko (* 1990), kroatischer Fußballspieler
- Danijel Prskalo (* 1990), kroatischer Fußballspieler
- Jasmin Šćuk (* 1990), Fußballspieler
- Mateo Sušić (* 1990), Fußballspieler
- Tomislav Tomić (* 1990), bosnisch-kroatischer Fußballspieler

### Ab 1991
- Anica Gudelj (* 1991), kroatische Handballspielerin
- Slavko Popadic (* 1991), kroatisch-deutscher Schauspieler
- Azra Hamzić (* 1992), Fußballspielerin
- Marko Bokšić (* 1993), kroatisch-bosnischer Basketballspieler
- Nikola Vasilj (* 1995), Fußballtorhüter
- Goran Karačić (* 1996), Fußballspieler
- Stjepan Lončar (* 1996), Fußballspieler
- Ivan Šaravanja (* 1996), bosnisch-kroatischer Fußballspieler
- Ivica Zubac (* 1997), kroatischer Basketballspieler
- Marija Gudelj (* 1998), bosnisch-kroatische Handballspielerin
- Mateo Marić (* 1998), Fußballspieler
- Filip Vistorop (* 1998), kroatischer Handballspieler
- Igor Savić (* 2000), Fußballspieler
- Marko Bošnjak (* 2004), bosnisch-kroatischer Popsänger
- Lana Pudar (* 2006), Schwimmerin